# Башовце
Башовце (словац. Bašovce) — село и одноимённая община в районе Пьештяни Трнавского края Словакии. В письменных источниках начинает упоминаться с 1113 года.

## География
Село расположено в северной части края. Абсолютная высота — 165 метров над уровнем моря. Площадь муниципалитета составляет 4,05 км².

## Население
По данным последней официальной переписи 2021 года, численность населения селa составляла 335 человек.
Динамика численности населения общины по годам:
| Год:                | 1994 | 2004    | 2014    | 2024    |
| ------------------- | ---- | ------- | ------- | ------- |
| Количество человек: | 365  | 348     | 346     | 336     |
| Разница:            |      | −4,65 % | −0,57 % | −2,89 % |